# Tereza Batista
Tereza Batista é uma minissérie brasileira produzida e exibida pela TV Globo de 7 de abril a 22 de maio de 1992, em 28 capítulos.
Escrita por Vicente Sesso e dirigida por Paulo Afonso Grisolli, é livremente inspirada no romance Teresa Batista Cansada de Guerra de Jorge Amado.
Contou com as atuações de Patrícia França, Humberto Martins, Hugo Gross, Herson Capri, Jorge Dória, Zilka Salaberry e Stepan Nercessian.

## Sinopse
A novela conta a trajetória de Tereza Batista, dos 13 aos 27 anos. Órfã, é criada por sua tia, que a espanca e humilha. Ainda criança é vendida por sua tia Felipa ao Capitão Justo, um homem violento e poderoso que coleciona meninas para explorá-las sexualmente. Ele as mantém trancadas em sua casa, tratando-as como escravas e as estuprando.
Maltratada e violentada por ele, Tereza fica traumatizada com a forma como perdeu sua virgindade e não cede facilmente às vontades do capitão como as outras meninas. Por isso é a que mais apanha. Ao descobrir que ela sabe ler e escrever, Justo a obriga a trabalhar em seu armazém de forma escrava e sem salário. Lá ela conhece o estudante Daniel, por quem se apaixona, seu primeiro amor de juventude.
Tereza conhece Jereba, por quem também se apaixona. Ele é um pescador casado, que está com a esposa muito doente. Ela fica confusa e dividida entre ele e Daniel. Jereba sempre a ajudou em tudo e a salvou muitas vezes das surras do capitão. Sempre teve um carinho especial por ela, que o respeita por ser casado. É um amor puro e sincero, mas eles ainda não têm coragem de se declarar um ao outro, por timidez.
Tereza é flagrada na cama com Daniel e o capitão tenta matá-la de tanto ciúme. Tereza, desesperada e ao se defender, o mata com uma facada, e é presa. Para a sua decepção, Daniel não fica ao seu lado. Ele nega a cumplicidade no crime, diz que foi seduzido pela menina e que caiu numa armadilha, que ela armou para ele ser preso. Mas Daniel a ajudou a ocultar o corpo do capitão, que depois é achado e enterrado. Porém não há provas contra Daniel, que se livra da prisão.
Tereza vai para a cadeia e passa a sofrer muito, ainda mais por amar Daniel, que só a usou. Ela percebe que Jereba sim é seu único amor, e que Daniel nada mais foi que uma paixão de adolescente, e se arrepende de tudo que viveu com ele.
Após um tempo de muita dor, consegue a liberdade graças a intervenção do advogado Lulu dos Santos. Vai viver sozinha, mas não tem recursos financeiros e nem uma profissão. Tenta encontrar Jereba, mas ele se mudou. Assim que sai da cadeia passa a ser cortejada pelo coronel Emiliano, homem mais velho, muito rico e generoso. É nessa fase que ela conhece a tranquilidade e a segurança. Ela passa a ser amante dele em troca de uma vida luxuosa. Mas a alegria dela dura pouco.
O coronel morre e ela fica sem nada, totalmente na miséria. Tenta de todas as formas arranjar emprego, mas ninguém confia numa ex-presidiária. Com muito desgosto, vai para a casa de Veneranda, a cafetina da cidade de Cajazeiras e torna-se prostituta. Tereza continua em busca de reencontrar o Jereba, deixa a prostituição e parte para Salvador, onde se torna cantora de cabaré, sem mais se prostituir. Nessa época conhece Almério, homem que frequenta o prostíbulo, que se apaixona por ela de verdade e a tira de lá. Eles viram mais amigos que amantes e Almério não aguenta mais segurar sua paixão, pois a quer para esposa. Ao se aproximar a data do casamento, Tereza reencontra Jereba, que lhe confessa que sempre foi apaixonado por ela. Revela que ficou viúvo e que sofreu muito por perder a esposa e perder o contato com Tereza. Essa surpresa do destino faz com que ela desista do casamento marcado. Eles fogem, se casam e constituem uma família, felizes e realizados.

## Elenco
| Interprete              | Personagem                                 |
| ----------------------- | ------------------------------------------ |
| Patrícia França         | Tereza Batista                             |
| Humberto Martins        | Jereba                                     |
| Maria Gladys            | Felipa                                     |
| Jorge Dória             | Coronel Emiliano                           |
| Herson Capri            | Capitão Justo                              |
| Othon Bastos            | Lulu dos Anjos                             |
| Hugo Gross              | Daniel                                     |
| Stephan Nercessian      | Almério                                    |
| Zilka Salaberry         | Veneranda                                  |
| Lala Schneider          | Otaviana                                   |
| Sandra Barsotti         | Beatriz                                    |
| Jayme Periard           | Oto Espinheira                             |
| Joel Barcellos          | Terto Cachorro                             |
| Martha Overbeck         | Pérola                                     |
| Marcelo Picchi          | Peixe Cação                                |
| Castro Gonzaga          | Dr. Amarildo                               |
| Ivan Setta              | Vavá                                       |
| Ivan Mesquita           | Comissário Lobão                           |
| Helena Ignez            | Maricota                                   |
| Marcos Paulo            | Túlio Boccatelli                           |
| Mauro Mendonça          | Hipólito                                   |
| José Augusto Branco     | Lírio Baeta                                |
| Emiliano Queiroz        | Alinor                                     |
| Jorge Cherques          | Greta Garbo                                |
| Guilherme Corrêa        | Silo Melo                                  |
| Regina Dourado          | Mãos de Fada                               |
| Carmela Soares          | Berta Teodoro                              |
| Edson Fieschi           | Marcelo                                    |
| Nelson Dantas           | Juiz Eustáquio Fialho                      |
| Haroldo de Oliveira     | Max das Negras                             |
| Alvaro Freire           | Juiz Pio Alves                             |
| Ivone Hoffman           | Ponciana                                   |
| Ivan Cândido            | Prefeito de Cajazeiras                     |
| Wanda Kosmo             | Bolo Fofo                                  |
| Cleyde Blota            | Marina                                     |
| Felipe Wagner           | Libório                                    |
| Norma Geraldy           | Dona Carmelita                             |
| Júlio Braga             | Delegado de Cajazeiras                     |
| Iara Jamra              | Carmem                                     |
| Vânia Alexandre         | Magda Amália                               |
| Carlos Alberto Santanna | Mestre Gunzá                               |
| Márcio Augusto          | Chico Meia Sola                            |
| Jurema Pena             | Gregória                                   |
| Rosana Rodrigues        | Cabrita                                    |
| Alba Valéria            | Zazá Bico Doce                             |
| André Barros            | Neco                                       |
| Vicente Barcellos       | Marcos Lemos                               |
| Chico Expedito          | Rosalvo                                    |
| Ivan Senna              | Coronel Bráulio                            |
| Isolda Cresta           | Paulina                                    |
| Maria Sílvia            | Badé                                       |
| Orlando Vieira          | Simão Lamego                               |
| Roberto Lopes           | Dalmo Coca                                 |
| Úrsula Canto            | Aparecida                                  |
| Auricéia Araújo         | Mãe de Santo que faz previsões para Tereza |
| Fernando Amaral         | Cristóvão                                  |
| Carmem Palhares         | Joana das Folhas                           |
| Antônio Leite           | Lula                                       |

### Elenco de apoio
- Clementino Kelé
- Cosme dos Santos
- Edyr Duqui
- Lícia Magna
- Gracindo Júnior
- Jayme Del Cueto
- Ana Carla Costa
- Ayrton Amorim

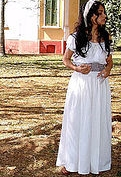
Patrícia França interpretou a protagonista Tereza Batista.
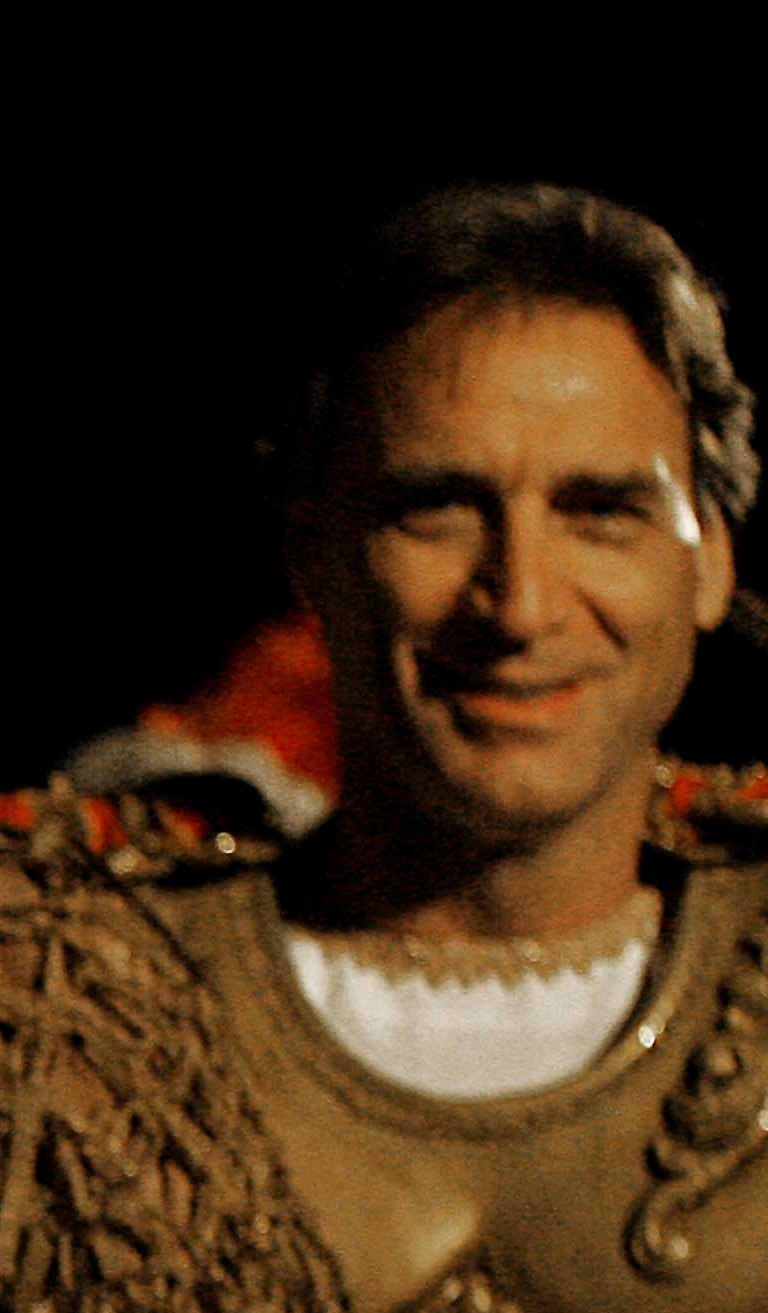
Herson Capri interpretou o Capitão Justo.
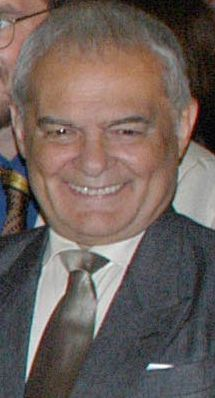
Othon Bastos interpretou Lulu dos Anjos.
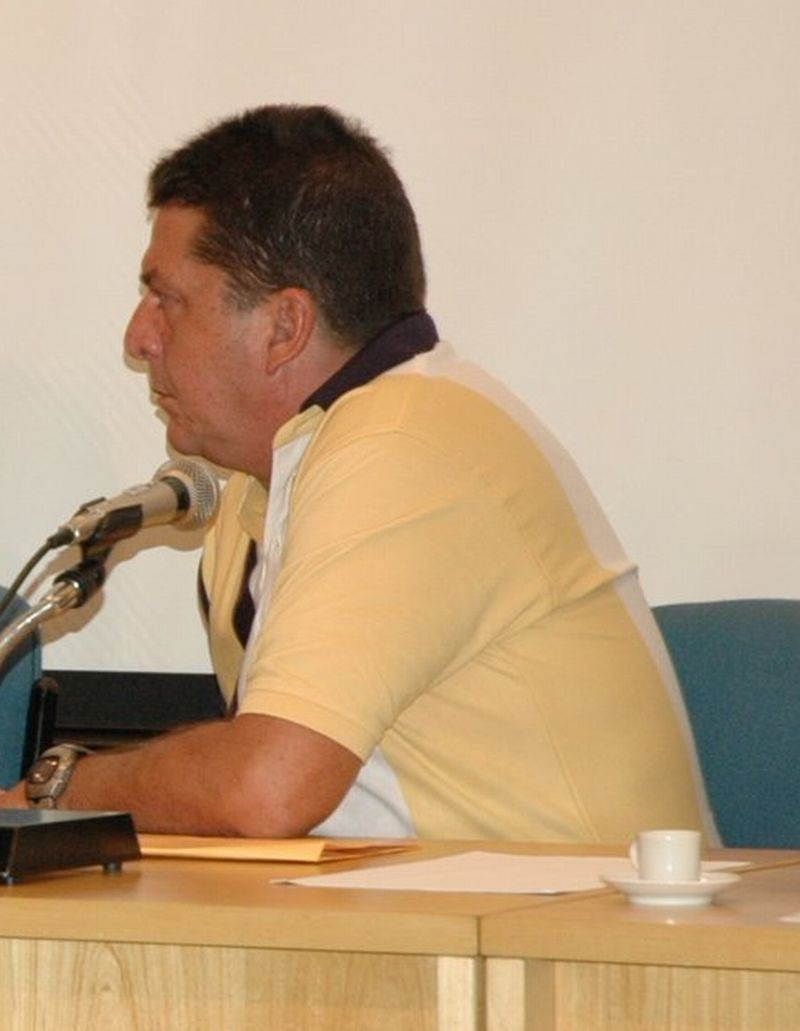
Stepan Nercessian interpretou Almerio.
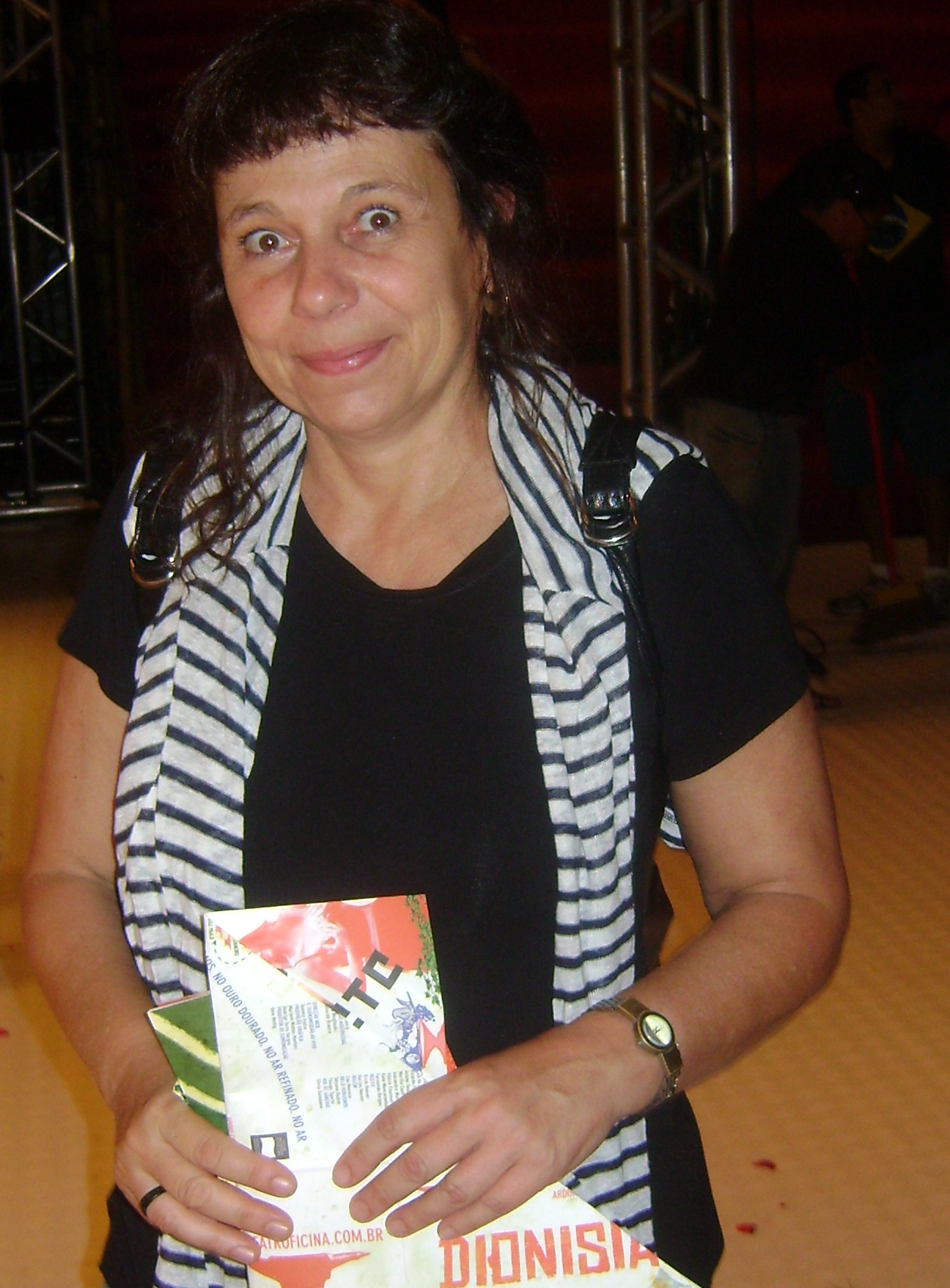
Iara Jamra interpretou Carmem
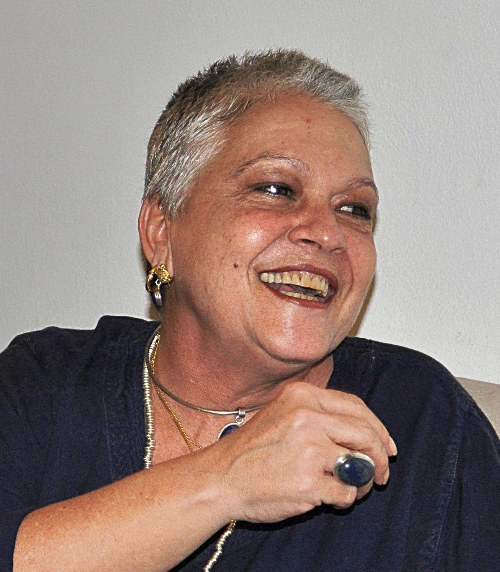
Regina Dourado interpretou Mãos de Fada
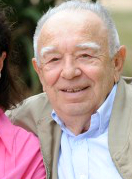
Emiliano Queiroz interpretou Alinor.
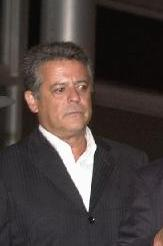
Marcos Paulo interpretou Tulio Boccatelli.

## Exibição

### Outras Mídias
Em março de 2016 foi lançada em DVD pela Loja Globo.

## Trilha Sonora
- Capa: Patrícia França[3]

1. A vida vai mudar – Danilo Caymmi
2. Modinha para Tereza Batista – Simone Caymmi
3. Deixa ficar – Nana Caymmi
4. Mal-mel-quer – Aquarela Carioca (participação Ney Matogrosso)
5. The Desert / The Wraith (Aparição)– Dori Caymmi
6. A Peste - Roger Henri
7. Versos de Bolero - Fagner
8. Vamos falar de Tereza - Danilo e Dorival Caymmi
9. Muito tanto - Mara Foroni
10. Amazon River - Dori Caymmi
11. Pra ficar no ponto - Patrícia França
12. Pelas ruas - Roger Henri